# Otto Groß (Politiker)
Friedrich Otto Groß (* 23. Februar 1901 in Oberhausen bei Kirn; † 25. April 1981 in Becherbach) war ein deutscher Landwirt und Politiker der FDP. Von 1952 bis 1955 und von 1958 bis 1959 gehörte er dem rheinland-pfälzischen Landtag als Abgeordneter an.

## Leben
Groß besuchte die Volksschule in Oberhausen und war anschließend in der Landwirtschaft tätig. Von 1940 bis 1946 wurde er im Kriegsdienst eingesetzt und saß in Kriegsgefangenschaft. Danach übernahm er den landwirtschaftlichen Betrieb seiner Schwiegereltern. 1949 wurde er Mitglied der Landwirtschaftskammer Rheinland-Nassau, daneben war er stellvertretender Vorsitzender des Bauern- und Winzerverbandes an Nahe und Glan.

## Politik
Groß gehörte zunächst dem NS-Opferring an, am 27. Dezember 1939 beantragte er die Aufnahme in die NSDAP und wurde zum 1. Januar 1940 aufgenommen (Mitgliedsnummer 7.907.285). 1951 wurde Mitglied der FDP, für die er im Kreistag des Landkreises Bad Kreuznach saß.
Am 13. Juli 1952 rückte Groß für den ausgeschiedenen Heinz-Eberhardt Andres in den Mainzer Landtag ein, dem er bis zum Ende der Wahlperiode 1955 angehörte. Am 1. April 1958 rückte er erneut in den Landtag nach, diesmal für den verstorbenen Franz Claus. Im Landtag gehörte er dem agrarpolitischen Ausschuss an.